# Gevlekte koeskoezen
Gevlekte koeskoezen (Spilocuscus) zijn een geslacht van koeskoezen die inheems zijn in de regio rond Nieuw-Guinea. Een van de soorten, de gevlekte koeskoes (Spilocuscus maculatus), is echter op verschillende plaatsen geïntroduceerd.

## Uiterlijke kenmerken
Gevlekte koeskoezen worden 395 tot 560 mm lang, met een staart van 345 tot 555 mm. Alleen de mannetjes hebben vlekken, behalve bij Spilocuscus papuensis van het eiland Waigeo, waar beide geslachten gevlekt zijn. Dit is ook de enige soort waarbij de mannetjes groter zijn dan de vrouwtjes. Ze wegen 2 tot 3,5 kilo.

## Voorkomen
Ze zijn inheems op Nieuw-Guinea, Kaap York-schiereiland en enkele eilanden rondom Nieuw-Guinea, waaronder Manus. De gevlekte koeskoes is echter geïntroduceerd op Salyer, ten zuiden van Celebes, en op enkele eilanden in de Molukken, waar hij mogelijk inheems is.

## Soorten
Het geslacht omvat de volgende soorten:
- Spilocuscus kraemeri (Schwarz, 1910)
- Spilocuscus maculatus (E. Geoffroy, 1803)[4] – Gevlekte koeskoes
- Spilocuscus nudicaudatus (Gould, 1850)
- Spilocuscus papuensis (Desmarest, 1822)
- Spilocuscus rufoniger (Zimara, 1937)
- Spilocuscus wilsoni Helgen & Flannery, 2004

Tot het eind van de jaren 80 van de 20e eeuw werden alle soorten, behalve de gevlekte bergkoeskoes, als ondersoorten van S. maculatus beschouwd.